# ロングライド
ロングライド （Long Ride）とは、自転車での長距離走行を指す。和製英語ではない。
英語圏、フランス語圏では、フランス語由来の単語であるランドネ（randonnée、トレッキング、ハイキング、あるいは自転車・自動車による“散走”、長距離走行を指す）という呼称を用いることもあり、そういったイベントの参加者はランドヌール（Randonneur）と呼ばれる。
自転車での長距離走行のイベントとしては、通常、100〜1200km程度のものがある。160km（100マイル）を8時間以内で走破するイベントは、ホノルル・センチュリーライドに倣ってセンチュリーライド（またはセンチュリーラン）と呼ばれる。また、山岳コースを主体とするイベントはグランフォンドと呼ばれる。
イベントとしての性格は、各参加者が自己のリスク管理のもとに、自力での完走を目指すものであり、タイムを競うレースではない。正しく行程をたどり、正規のルートを通らない近道などの不正行為をしなかったことを確認するため、チェックポイント（コントロール）が設けられ、その場で参加者はカードを提示する場合が多い。
こういったイベントはフランスで特に人気があり、オランダ、ベルギー、イギリス、アメリカ合衆国、オーストラリア、カナダなどでも行われている。

## 日本国内におけるイベントの例
- インターナショナルオホーツクサイクリング - 北海道の雄武町から斜里町までのオホーツク海岸212kmを2日間で走破する。
- 下北半島ロングライド - 獲得標高は3,500mを越え、ワンデーロングライドでは国内最長の310km。
- ツール・ド・東北 - 東日本大震災からの復興支援を目的に2013年から開催。最長コースは宮城県石巻市と気仙沼市を往復する211km。
- スポニチ佐渡ロングライド210 - 毎年3,000人以上の参加者を誇るロングライドイベント。最長のAコースは佐渡島一周の210km。
- ツール・ド・のと400 - 3日間かけて能登半島を一周する。総距離は約420km。1日のみの参加も可能。
- グランフォンド富山 - 富山県内を巡る最長180kmのコースを含め4コース。
- The PEAKS - 2014年から始まった、コース距離150km以上、獲得標高5,000m以上の山岳ロングライドイベント。
- 東京‐糸魚川ファストラン - 山梨県山梨市から新潟県糸魚川市間の290km。2011年の第40回大会まではスタート地点が東京都八王子市であった。